# Biriljusszi járás
A Biriljusszi járás (oroszul: Бирилюсский район) Oroszország egyik járása a Krasznojarszki határterületen. Székhelye Novobiriljusszi.

## Népesség
- 2002-ben 13 090 lakosa volt.
- 2010-ben 10 932 lakosa volt.